# Коренсит
Коренсит (рос. корренсит; англ. corrensite; нім. Korrensit m) — мінерал, гідроксилалюмосилікат магнію і заліза.

## Загальний опис
Близький до хлоритів, але набрякає у гліцерині.
Зустрічається на півночі Європи в асоціації з хлоритом, а в Монте-Чьяво (Італія) — з вермікулітом.
Являє собою закономірне змішаношарувате утворення, що складається з вермікулітових і хлоритових пакетів у співвідношенні 1:1.